# 張秉清
張秉清（1467年—？），字元量，直隸永平衛人，軍籍，明朝政治人物。

## 生平
順天府鄉試第二十八名舉人。弘治十五年（1502年）中式壬戌科會試第二百四十四名，二甲第六十七名進士。

## 家族
曾祖張傑；祖父張徵；父張廷綱，行人。母徐氏；繼母周氏。具庆下。弟秉忠。